# Зеленко, Анатолий Филимонович
Анатолий Филимонович Зеленко (5 апреля 1941, Клецкий район, Барановичская область — 5 марта 1995, Минск) — советский борец классического стиля, чемпион и призёр чемпионатов СССР, мастер спорта СССР международного класса (1970). Увлёкся борьбой в 1960 году. В 1964 году выполнил норматив мастера спорта СССР. Участвовал в десяти чемпионатах СССР (1966—1979). Победитель международных турниров. Заслуженный тренер БССР (1982) и СССР (1991). Выпускник Белорусского государственного университета физической культуры.

## Спортивные результаты
- Чемпионат СССР по классической борьбе 1971 года — ;
- Чемпионат СССР по классической борьбе 1972 года — ;
- Чемпионат СССР по классической борьбе 1973 года — ;
- Чемпионат СССР по классической борьбе 1974 года — ;
- Абсолютный чемпионат СССР по классической борьбе 1974 года — ;
- Классическая борьба на летней Спартакиаде народов СССР 1975 года — ;
- Абсолютный чемпионат СССР по классической борьбе 1975 года — ;
- Чемпионат СССР по классической борьбе 1976 года — ;
- Классическая борьба на летней Спартакиаде народов СССР 1979 года — ;

## Известные ученики
- Демяшкевич, Сергей Николаевич